# John Bedford Lloyd
John Bedford Lloyd (* 2. Januar 1956 in New Haven, Connecticut) ist ein US-amerikanischer Schauspieler.

## Leben
Bedford Lloyd besuchte die Yale School of Drama und zog danach nach Manhattan um einer Karriere als Schauspieler nachzugehen. Sein Spielfilmdebüt hatte er 1983 in einer Nebenrolle in der Filmkomödie Die Glücksritter von John Landis. Es folgten Gastauftritte in Fernsehserien wie Remington Steele und Spenser. 1985 spielte er eine der Hauptrollen in der Serie Hometown, diese wurde jedoch nach zehn Episoden eingestellt. Größere Nebenrollen hatte er 1987 in Norman Mailers Film noir Harte Männer tanzen nicht sowie zwei Jahre später in James Camerons Science-Fiction-Film Abyss – Abgrund des Todes.
In den 1990er Jahren spielte er unter anderem neben Forest Whitaker und Seymour Cassel in Keiner kommt hier lebend raus und hatte eine kleine Nebenrolle im Oscarprämierten Filmdrama Philadelphia. 1996 erhielt er die Hauptrolle in der Henson Creature Shop-Sitcom Aliens in the Family, die jedoch nach acht Folgen eingestellt wurde. Zu seinen weiteren Rollen gehörten Auftritte in der Robert-Ludlum-Verfilmung Die Bourne Verschwörung und Jonathan Demmes Der Manchurian Kandidat. Er hatte 1990 in Some Americans Abroad sein Debüt am Broadway. Weitere Engagements hatte er 1999 bis 2000 in The Rainmaker sowie 2003 in Tartuffe.
Bedford Lloyd ist seit 1986 mit der Schauspielerin Anne Twomey verheiratet und hat zwei Kinder.

## Filmografie
- 1983: Die Glücksritter (Trading Places)
- 1983: The Edge of Night (Fernsehserie)
- 1984: Imbiß mit Biß (Alice, Fernsehserie, Folge 8x13 Jolene Throws a Curve)
- 1984: Remington Steele (Fernsehserie, Folge 2x18 Molten Steele)
- 1984: C.H.U.D. – Panik in Manhattan (C.H.U.D.)
- 1985: Hometown (Fernsehserie, 10 Folgen)
- 1985–1987: Spenser (Spenser: For Hire, Fernsehserie, 2 Folgen)
- 1986: We’re Puttin’ on the Ritz (Fernsehfilm)
- 1987: Jeder Mord hat seinen Preis (Kojak: The Price of Justice, Fernsehfilm)
- 1987: Sommer unserer Träume (Sweet Lorraine)
- 1987: Harte Männer tanzen nicht (Tough Guys Don’t Dance)
- 1987: Leg Work (Fernsehserie, Folge 1x06 Blind Trust)
- 1988: Der Equalizer (The Equalizer, Fernsehserie, 2 Folgen)
- 1988: Sarah und Sam (Crossing Delancey)
- 1989: Abyss – Abgrund des Todes (The Abyss)
- 1989–1993: L.A. Law – Staranwälte, Tricks, Prozesse (L.A. Law, Fernsehserie, 2 Folgen)
- 1990: Zeichen und Wunder? (Waiting for the Light)
- 1991: Junge Schicksale (ABC Afterschool Specials) (Fernsehreihe, Folge 19x05 It’s Only Rock & Roll)
- 1991: Keiner kommt hier lebend raus (Diary of a Hitman)
- 1992: Wer die Wahl hat (Primary Motive)
- 1992–2005: Law & Order (Fernsehserie, 3 Folgen)
- 1993: Brooklyn Bridge (Fernsehserie, Folge 2x11 Keeping Up with the Joneses)
- 1993: Philadelphia
- 1993: SeaQuest DSV (Fernsehserie, Folge 1x09 The Regulator)
- 1995: Killer – Tagebuch eines Serienmörders (Killer: A Journal of Murder)
- 1995: Fair Game
- 1995: Nixon
- 1996: Gnadenlose Hörigkeit: Der teuflische Liebhaber (Kiss and Tell, Fernsehfilm)
- 1996: Aliens in the Family (Fernsehserie, 8 Folgen)
- 1996–1997: Remember WENN (Fernsehserie, 4 Folgen)
- 1996–2000: Chaos City (Spin City, Fernsehserie, 3 Folgen)
- 1998: Big Bird Gets Lost
- 1998: Mixing Nia
- 1999: Das Leben ist was Wunderbares (The Simple Life of Noah Dearborn, Fernsehfilm)
- 1999: The West Wing – Im Zentrum der Macht (The West Wing, Fernsehserie, Folge 1x02 Post Hoc, Ergo Propter Hoc)
- 1999: Future Man (Now and Again, Fernsehserie, Folge 1x06 Nothing to Fear, But Nothing to Fear)
- 2000: Deadline (Fernsehserie, Folge 1x04 Daniel in the Lion’s Den)
- 2001: Unterwegs mit Jungs (Riding in Cars with Boys)
- 2001: Super Troopers – Die Superbullen (Super Troopers)
- 2001: All My Children (Fernsehserie)
- 2004: Der Manchurian Kandidat (The Manchurian Candidate)
- 2004: Die Bourne Verschwörung (The Bourne Supremacy)
- 2004: Law & Order: Special Victims Unit (Fernsehserie, Folge 6x05 Outcry)
- 2005: Winter Passing
- 2006: The Hoax
- 2007: The Killing Floor
- 2007: Traveler (Fernsehserie, Folge 1x01 Pilot)
- 2008: John Adams – Freiheit für Amerika (John Adams, Miniserie, Folge 1 Join or Die)
- 2009: Taking Chance (Fernsehfilm)
- 2009: Life on Mars (Fernsehserie, Folge 1x09 The Dark Side of the Mook)
- 2009–2010: Three Rivers Medical Center (Three Rivers, Fernsehserie, 2 Folgen)
- 2010: Wall Street: Geld schläft nicht (Wall Street: Money Never Sleeps)
- 2010: 13
- 2011: Blue Bloods – Crime Scene New York (Blue Bloods, Fernsehserie, 2 Folgen)
- 2011: Suits (Fernsehserie, Folge 1x01 Pilot)
- 2011: Pan Am (Fernsehserie, Folge 1x09 Kiss Kiss Bang Bang)
- 2012: Political Animals (Miniserie)
- 2013: Muhammad Alis größter Kampf (Muhammad Ali's Greatest Fight)
- 2014: Chicago P.D. (Fernsehserie)
- 2018: Ozark (Fernsehserie)
- 2018: Der Spitzenkandidat (The Front Runner)
- 2019: Gotham (Fernsehserie, 2 Folgen)

## Broadway
- 1990: Some Americans Abroad
- 1999–2000: The Rainmaker
- 2003: Tartuffe